# Șpring
Șpring (in ungherese e in tedesco Spring) è un comune della Romania di 
2 408 abitanti, ubicato nel distretto di Alba, nella regione storica della Transilvania.
Il comune è formato da un insieme di 6 villaggi: Carpen, Carpenii de Sus, Cunța, Drașov, Șpring, Vingard.